# Vila Verde (Alijó)
Vila Verde ist eine Gemeinde (Freguesia) im portugiesischen Kreis Alijó. In ihr leben 547 Einwohner (Stand 19. April 2021).